# Pycnophyllum kobalanthum
Pycnophyllum kobalanthum är en nejlikväxtart som beskrevs av Johannes Mattfeld. Pycnophyllum kobalanthum ingår i släktet Pycnophyllum och familjen nejlikväxter. Inga underarter finns listade i Catalogue of Life.